# Navalilla
Navalilla es un municipio de España, en la provincia de Segovia, comunidad autónoma de Castilla y León. Tiene una superficie de 20,84 km². Situado cerca del río Duratón

## Símbolos
El escudo heráldico y la bandera que representan al municipio fueron aprobados oficialmente el 29 de marzo de 2003. El escudo se blasona de la siguiente manera: 

«Escudo cuartelado en sotuer
1.º y 4.º en campo de plata un pino de sinople; 2.º y 3.º en campo de sinople una oveja de plata. Timbrado de la Corona Real Española.»
Boletín Oficial de Castilla y León nº 185/2000 de 22 de septiembre de 2000

La descripción textual de la bandera es la siguiente:

«Bandera cuadrada de proporción 1:1, de color verde, con una franja blanca que va desde el ángulo superior más cercano al asta hasta el ángulo inferior del batiente; lleva sobrepuesto en el centro del escudo de armas timbrado del Ayuntamiento de Navalilla.»
Boletín Oficial de Castilla y León nº 185/2000 de 22 de septiembre de 2000

## Historia
El territorio es repoblado durante la Reconquista por la Comunidad de Villa y Tierra de Sepúlveda, quedando encuadrada dentro del Ochavo de las Pedrizas y Valdenavares.

## Geografía

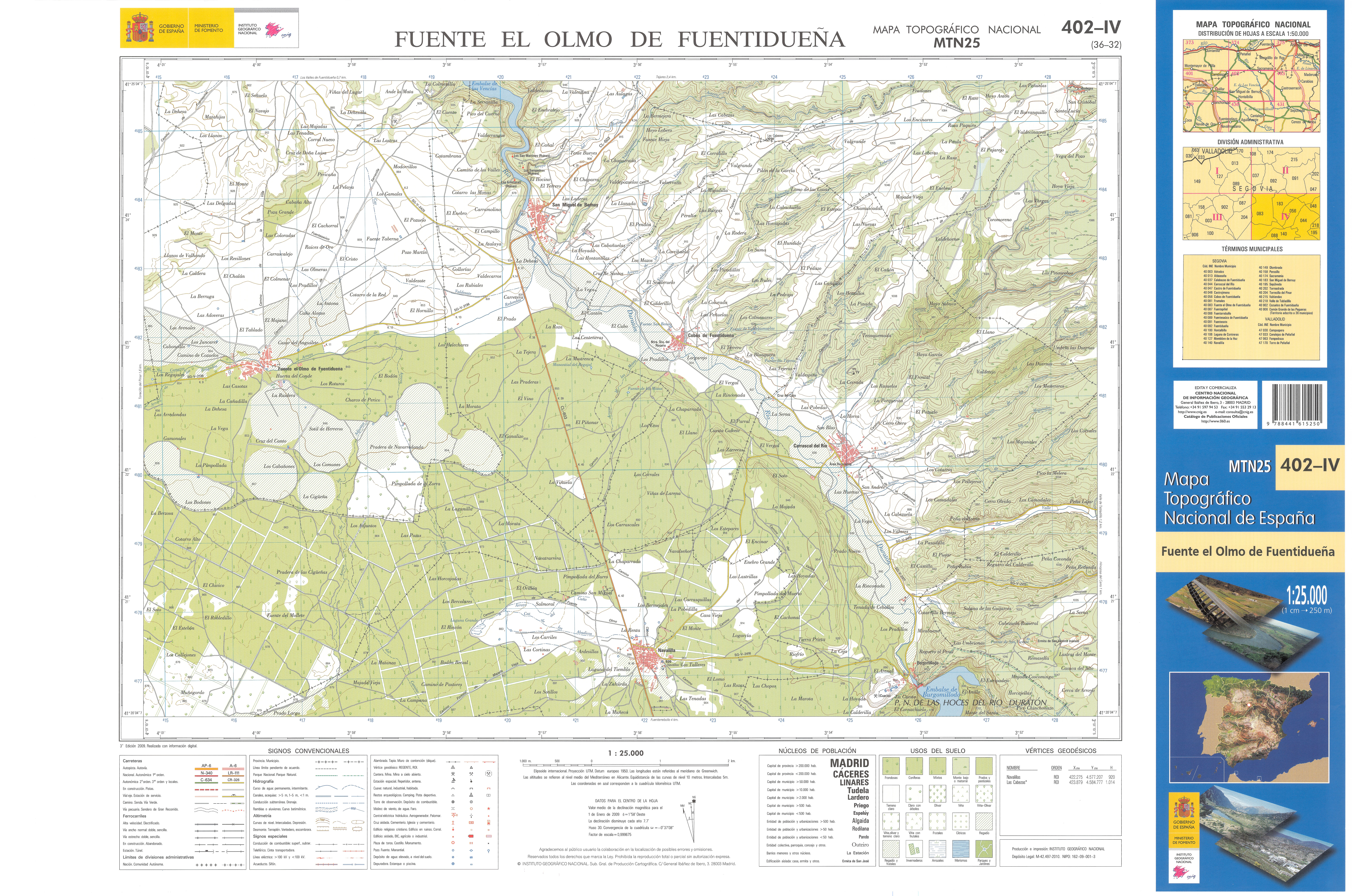
Fragmento de la hoja 402 del Mapa Topográfico Nacional de España de 2009 en el que se representa parte de Navalilla

| Noroeste: enclave de Cotarro Piñonero Fuentidueña | Norte: Cobos de Fuentidueña | Noreste: Carrascal del Río |
| Oeste: Fuentidueña                                |                             | Este: Carrascal del Río    |
| Suroeste: Fuenterrebollo                          | Sur: Fuenterrebollo         | Sureste: Fuenterrebollo    |

## Geografía humana

### Demografía
Cuenta con una población de 97 habitantes (INE 2024).
| Gráfica de evolución demográfica de Navalilla entre 1842 y 2021                                                       |
| |
| Población de derecho según los censos de población del INE. Población de hecho según los censos de población del INE. |

| 193           | 170 | 143 | 134 | 123 | 128 | 129 | 116 | 127 | 119 | 106 | 100 | 99 |
| (Fuente: INE) |     |     |     |     |     |     |     |     |     |     |     |    |

## Administración y política
| Periodo   | Nombre                                                                     | Partido                                      |
| --------- | -------------------------------------------------------------------------- | -------------------------------------------- |
| 1979-1983 | Julián Merino Barrio                                                       | UCD                                          |
| 1983-1987 | Remigio de Santos Cristóbal                                                | PSOE                                         |
| 1987-1991 | Ignacio de Frutos Tanarro (1987-1988)Carlos Gómez de la Fuente (1988-1991) | PSOEAP                                       |
| 1991-1995 | Santos Merino Martín (1991-1992)Emilio Pérez Lázaro (1992-1995)            | PSOE                                         |
| 1995-1999 | Felipe Platero Merino (1995-1997)Feliciano de Santos Martín (1997-1999)    | PP                                           |
| 1999-2003 | Feliciano de Santos Martín                                                 | PP                                           |
| 2003-2007 | Pedro Lobo Fernández                                                       | PP                                           |
| 2007-2011 | Pedro Lobo Fernández                                                       | PP                                           |
| 2011-2015 | Elisa Maldonado Berzal                                                     | Partido Político Independiente por Navalilla |
| 2015-2019 | Isidoro de Pablo García                                                    | PP                                           |
| 2019-2023 | Isidoro de Pablo García (2019-2020)Raúl San Ignacio Martínez (2020-2023)   | PP                                           |
| 2023-act. | Raúl San Ignacio Martínez                                                  | PP                                           |